# Campo Profundo del Hubble

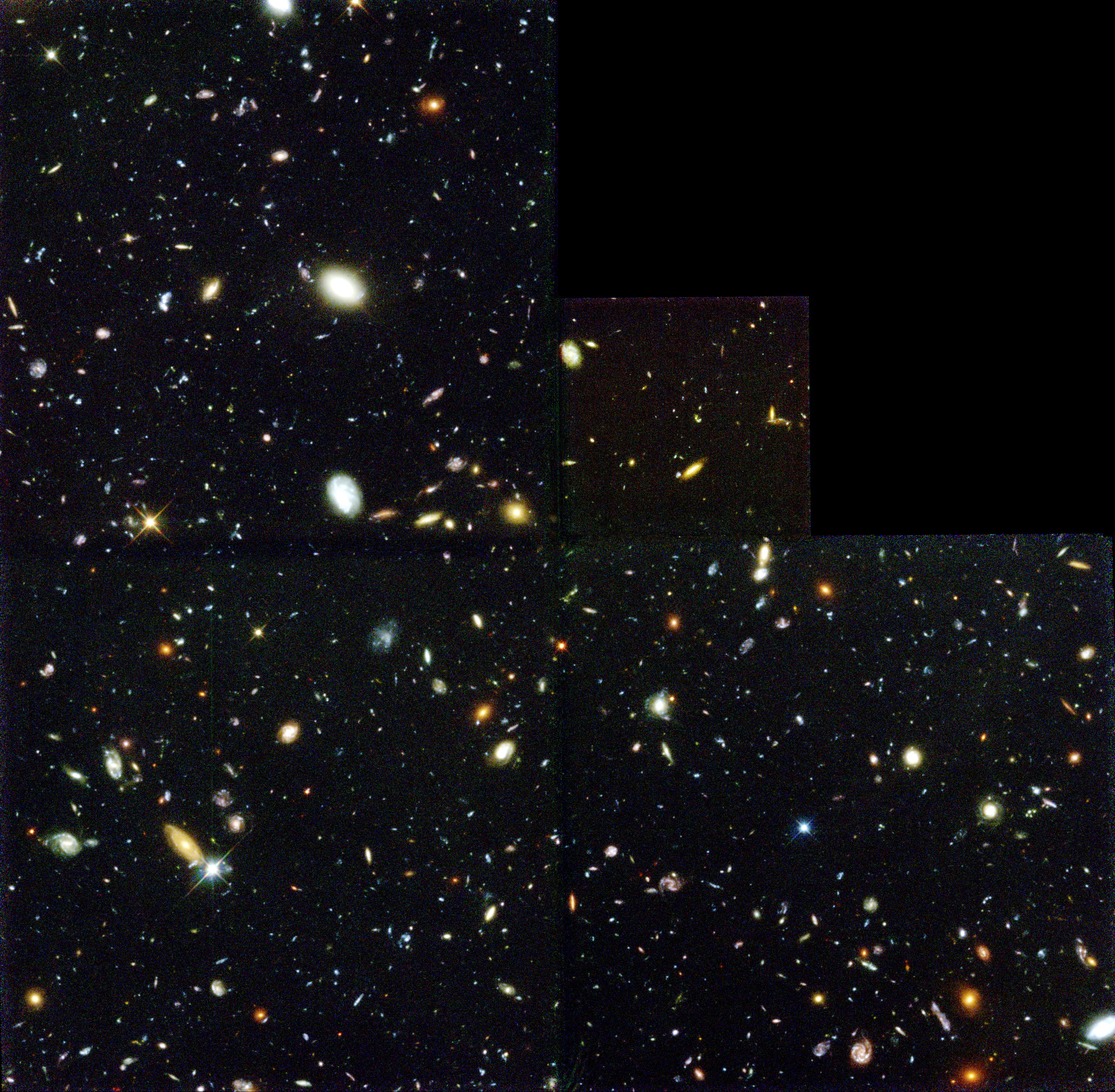
El Campo Profundo del Hubble

El Campo Profundo del Hubble (Hubble Deep Field o HDF en inglés) es una imagen de una pequeña región en la constelación Osa Mayor, basada en los resultados de una serie de observaciones con el telescopio espacial Hubble. Cubre un área de 144 segundos de arco de diámetro, equivalente en tamaño angular a una pelota de tenis a una distancia de 100 metros. La imagen fue compuesta a partir de 342 exposiciones diferentes tomadas con la Wide Field and Planetary Camera 2 (WFPC2) del telescopio espacial Hubble durante diez días consecutivos entre el 18 y el 28 de diciembre de 1995.
El campo es tan pequeño que solo se destacan unas pocas estrellas de la Vía Láctea. Por ello, la mayoría de los 3000 objetos en la imagen son galaxias, algunas de las cuales están entre las más jóvenes y más distantes que se conocen. Al revelar un número tan grande de galaxias muy jóvenes, el HDF se ha convertido en una imagen de referencia en el estudio del principio del universo, y ha sido la fuente de 396 artículos científicos desde su creación.
Tres años después de las observaciones del HDF, se tomó una imagen de una región en el hemisferio sur celeste de forma similar y fue llamada el Campo Profundo Sur del Hubble. Las similitudes entre las dos regiones reforzaron la idea de que el universo es uniforme si se estudia en gran escala y que la Tierra ocupa una región típica en el universo (el principio cosmológico). En 2004, se obtuvo una imagen más profunda conocida como el Campo Ultra Profundo del Hubble, a partir de imágenes tomadas durante once días de observación. Esta imagen es la imagen más profunda (más sensible) tomada en longitudes de onda visibles.

## Concepción

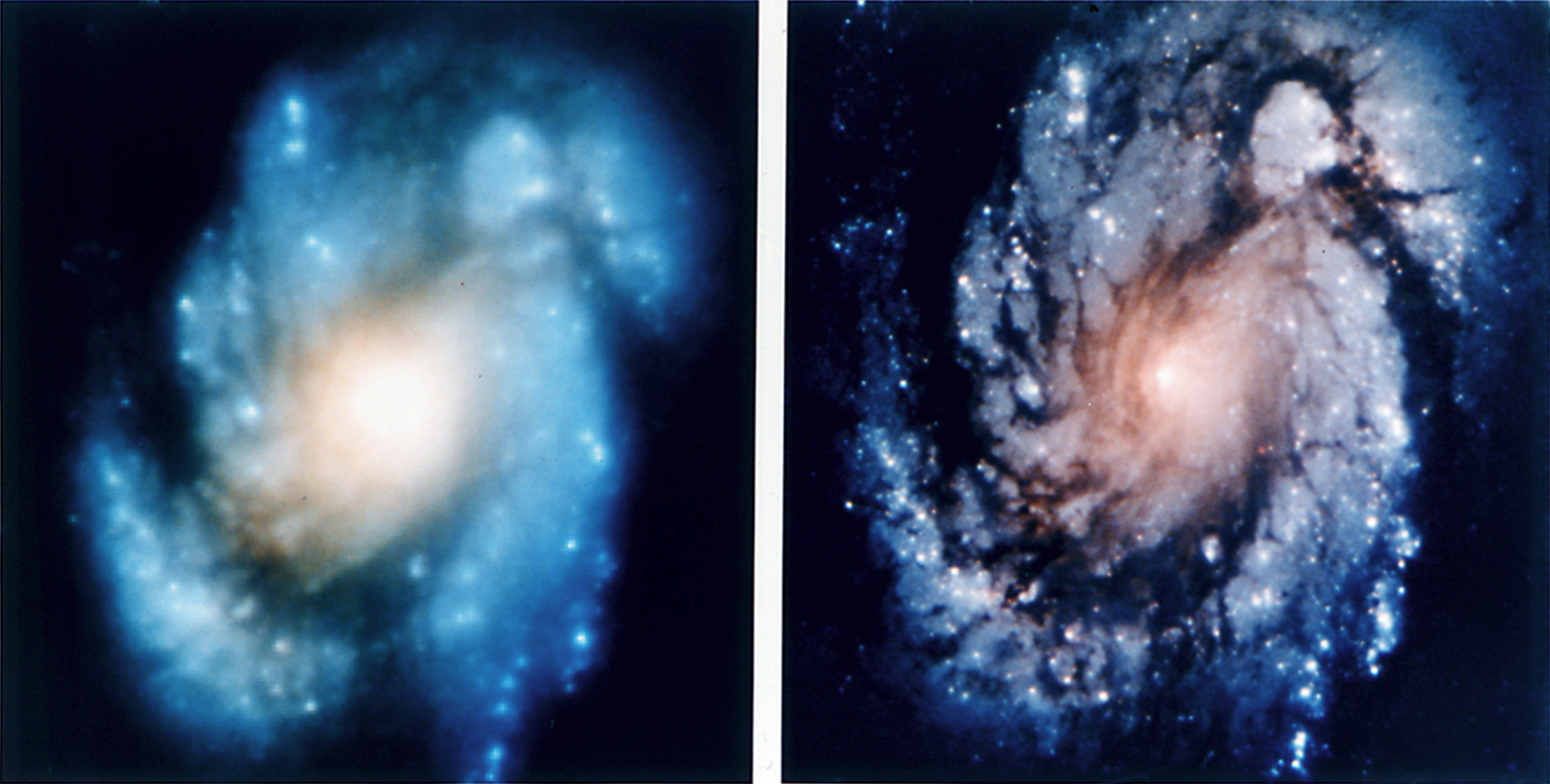
La mejora espectacular en las capacidades de toma de imágenes del Hubble después de que correctivos ópticos fueran instalados animó los intentos de obtener imágenes muy profundas de galaxias distantes.

Uno de los objetivos principales de los astrónomos que diseñaron el Telescopio espacial Hubble era usar su alta resolución óptica para estudiar galaxias distantes con un nivel de detalle que no era posible desde el suelo. Posicionado encima de la atmósfera, el Hubble evita el airglow atmosférico permitiéndole tomar imágenes más sensibles a la luz visible y ultravioleta que las que pueden obtenerse con telescopios terrestres (cuando una buena corrección óptica está disponible en el visible, telescopios terrestres de 10 m pueden ser competentes). Aunque el espejo del telescopio sufrió de una aberración esférica cuando el telescopio fue lanzado en 1990, pudo seguir siendo usado para tomar unas imágenes de galaxias más distantes de las que habían sido conseguidas anteriormente. Como la luz tarda miles de millones de años en llegar a la Tierra de galaxias muy distantes, nosotros las vemos como eran miles de millones de años atrás; así, extendiendo el alcance de esta investigación a galaxias cada vez más distantes permite un mejor entendimiento de cómo evolucionan.
Después de que la aberración esférica fuera corregida durante la misión STS-61 de 1993 del transbordador espacial, las ahora excelentes capacidades de imagen del telescopio fueron usadas para estudiar las cada vez más distantes y débiles galaxias. El Medium Deep Survey (MDS) usó la WFPC2 para tomar imágenes profundas de campos aleatorios mientras otros instrumentos eran usados para observaciones previstas. A la vez, otros programas dedicados se centraron en galaxias que ya eran conocidas a través de observaciones terrestres. Todos estos estudios revelaron diferencias sustanciales entre las propiedades de las galaxias actuales y aquellas que existieron hace varios miles de millones de años.
Hasta un 10 % del tiempo de observación del HST se designa como Director's Discretionary (DD) Time, y se concede típicamente a astrónomos que desean estudiar fenómenos inesperados transitorios, como supernovas. Una vez la óptica correctiva del Hubble demostraron funcionar bien, Robert Williams, el entonces director del Space Telescope Science Institute, decidió dedicar una fracción sustancial de su tiempo DD durante 1995 al estudio de galaxias distantes. Un Institute Advisory Committee especial recomendó usar la WFPC2 para tomar una parcela «típica» del cielo a altas coordenadas galácticas, usando varios filtros ópticos.

## Selección del campo

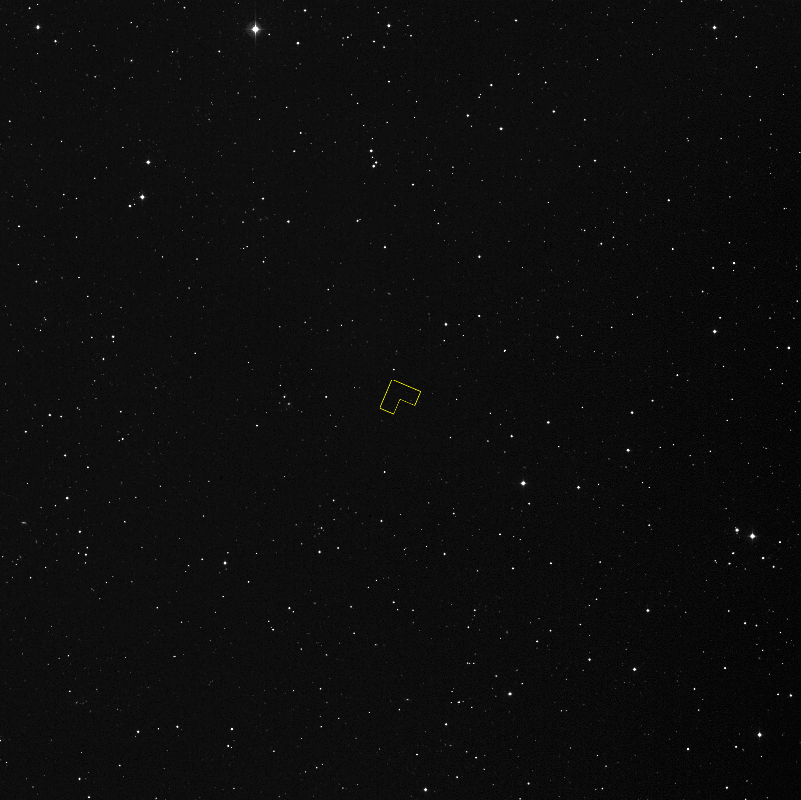
El campo HDF se ubica en el centro de esta imagen, mide un grado de diámetro y muestra un área poco notable del espacio.

El campo seleccionado para las observaciones necesitaba cumplir con varios criterios. Tenía que estar en una alta latitud galáctica, para evitar el plano de la Vía Láctea que contiene materia y polvo interestelar que oscurece la visión. También debía evitar fuentes de luz visible conocidas (como las estrellas de fondo), y emisiones infrarrojas, ultravioletas y de rayos X, para facilitar posteriores estudios de los objetos que se encuentran en el campo profundo en muchas longitudes de ondas. Otra condición necesaria era estar localizado en una región con bajo cirro infrarrojo (baja emisión difusa en el infrarrojo, considerada asociada a emisiones difusas infrarrojas en nubes frías de gas hidrógeno, regiones H I, causadas por granos de polvo caliente).
Estos criterios redujeron considerablemente el campo de búsqueda de áreas potenciales. Se decidió además que el objetivo debería estar en las zonas de visión continúa del Hubble (ZVC) —que son las áreas del cielo que no son ocultadas por la Tierra o la Luna durante la órbita de Hubble—. El grupo de trabajo decidió concentrarse en la zona norte de la ZVC, de manera que los telescopios del hemisferio norte, como el telescopio Keck y el Very Large Array, pudieran continuar estas observaciones posteriormente.
Inicialmente se identificaron una veintena de campos entre los cuales se seleccionaron tres candidatos óptimos, todos dentro de la constelación de la Osa Mayor. Las observaciones de radio permitieron descartar uno de ellos debido a que contenía una fuerte fuente de radio; La decisión final entre los dos restantes se hizo sobre la base de la disponibilidad de estrellas de guía cerca del campo: Las observaciones del Hubble requieren normalmente de un par de estrellas cercanas a las que se fijan los sensores de guía fina del telescopio durante la toma de imágenes, pero debido a la importancia dada a las observaciones del HDF, el grupo de trabajo estableció como requisito un segundo juego de estrellas de guía como medida de seguridad. Finalmente se seleccionó el campo ubicado en ascensión recta de 12 h 36 m 49.4 s y de declinación de +62° 12′ 48″.

## Observaciones

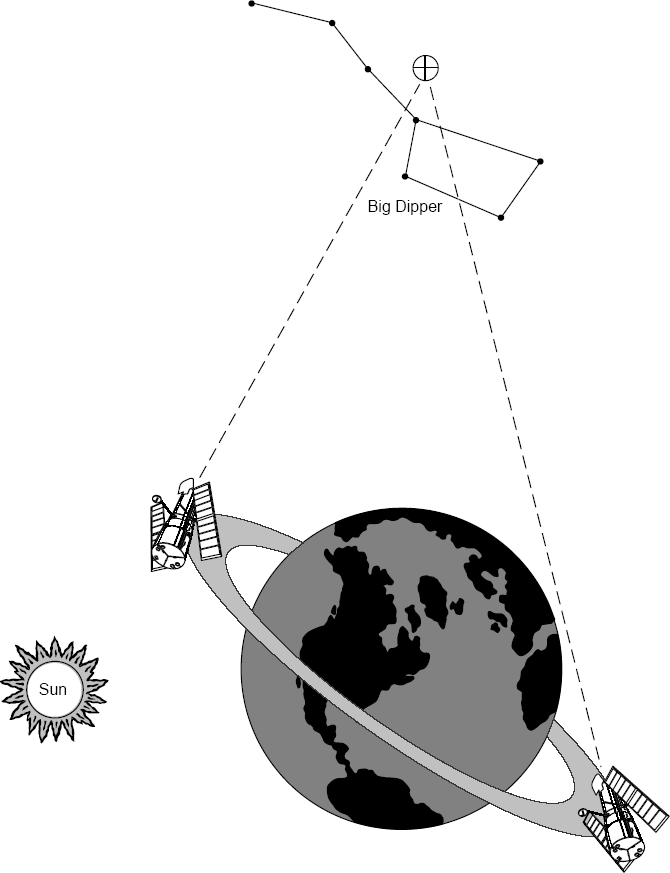
El HDF está ubicado en la zona norte de visión continua de Hubble, como se muestra en este diagrama.

Una vez seleccionado el campo, se desarrolló una estrategia de observación. Una de las decisiones importantes fue el filtro a utilizar; WFPC2 está equipado con cuarenta y ocho filtros, incluyendo filtros de banda estrecha que aíslan líneas de emisión particulares de interés astrofísico, y filtros de banda ancha, útiles para el estudio de los colores de estrellas y galaxias. La selección de filtros a ser utilizados para el HDF dependía de la cantidad de información que produciría cada filtro —la proporción de luz que dejaría pasar a través— y la cobertura espectral disponible. Lo más deseable sería utilizar filtros paso banda que se solaparan lo menos posible.
Al final se seleccionaron cuatro filtros de banda ancha, centrados en la longitud de onda de 300 nm (cerca del ultravioleta), 450 nm (luz azul), 606 nm (luz roja) y 814 nm (cerca del infrarrojo). Debido a que la eficiencia cuántica de los detectores de Hubble es relativamente baja a 300 nm, el ruido en las observaciones a estas longitudes de onda se debe principalmente al ruido de los CCD y no del fondo estelar; de manera que estas observaciones no podrían llevarse a cabo en momentos en los que un alto ruido de fondo hubiera disminuido la eficiencia de las observaciones en otros pasos de banda.
Se tomaron imágenes del área con los filtros escogidos durante diez días consecutivos, durante los cuales Hubble orbitó la Tierra unas 150 veces. Los tiempos de exposición total en cada ancho de banda fueron de 42.7 horas (300 nm), 33.5 horas (450 nm), 30.3 horas (606 nm) y 34.3 horas (814 nm), divididos entre 342 exposiciones individuales para prevenir daño significativo producido por rayos cósmicos, que pueden causar trazas brillantes cuando llegan a los detectores CCD.

## Procesamiento de los datos
El procesado de los datos para obtener una imagen final en color combinando información de las diferentes longitudes de onda era un proceso complejo. Los píxeles brillantes causados por los impactos de rayos cósmicos durante las exposiciones fueron eliminados comparando exposiciones en la misma longitud de onda tomadas una después de otra, e identificando los píxeles afectados por los rayos cósmicos en las diferentes exposiciones. Los rastros de basura espacial y de los satélites artificiales estaban presentes en las imágenes originales, y fueron eliminados cuidadosamente mediante procedimientos similares de comparación automática entre imágenes del mismo campo visual.
La luz dispersada procedente de la Tierra era evidente en, aproximadamente, un cuarto de las imágenes obtenidas. Este defecto se eliminó tomando una imagen con luz dispersada, alineándola con una imagen sin esta luz, y restando ambas imágenes de manera análoga a como se realiza la corrección estándar de flat-fields en imágenes astronómicas. La imagen resultante se suavizaba, y se podía entonces restar de la imagen brillante. Este procedimiento eliminó casi toda la luz dispersada de las imágenes afectadas.
Una vez que las 342 imágenes individuales se limpiaron de estos defectos, fueron combinadas para obtener una imagen de un campo mayor. Los científicos que planificaron las observaciones del HDF iniciaron una técnica llamada drizzling, que consistía en variar minuciosamente la orientación del telescopio entre las distintas exposiciones. Cada píxel en los chips de la cámara WFPC2 registró un área del cielo de 0.09 segundos de arco de diámetro y se tomaron imágenes de la misma área del cielo, variando la orientación de la cámara en cantidades menores a este ángulo. Las imágenes resultante se combinaron usando técnicas sofisticadas de procesamiento de imágenes para obtener una resolución angular final mejor que este valor. Las imágenes de HDF obtenidas en cada longitud de onda tenían unos tamaños (de píxel) de 0.03985 segundos de arco.
El procesamiento de los datos producía cuatro imágenes monocromáticas, una en cada longitud de onda. Combinarlas para obtener imágenes en color (tal y como aparecen publicadas) era un proceso algo arbitrario. Combinando tres imágenes tomadas en filtros anchos cercanos al rojo, verde y azul se puede obtener una imagen en color. Debido a que las longitudes de onda en las que se tomaron las imágenes no corresponden a las longitudes de onda de la luz roja, verde y azul, los colores en la imagen final dan solamente una representación aproximada de los colores reales de las galaxias. La selección de filtros utilizadas en el HDF fue realizada para aumentar la utilidad científica de las observaciones más que para crear las imágenes tal y como las vería el ojo humano.

## Contenido del Campo profundo
Las imágenes revelaron un campo repleto de galaxias apenas perceptibles. Se pudieron identificar más de 3000 galaxias distantes con formas irregulares y en espiral. Algunas de las galaxias observadas solo ocupan unos cuantos píxeles de ancho en las imágenes. En total se piensa que el HDF contiene menos de diez estrellas galácticas cercanas siendo la gran mayoría de los objetos observados en el campo galaxias distantes.
Hay cerca de cincuenta objetos de tipo punto azul en el HDF. Muchos parecen estar asociados con galaxias próximas formando con ellas cadenas y arcos siendo probable que se trate de regiones donde se forman actualmente estrellas. Otros podrían ser cuásares distantes. Los astrónomos descartaron inicialmente la posibilidad de que algunos de estos puntos fueran enanas blancas, ya que su color no era compatible con las teorías que prevalecen actualmente sobre la evolución de enanas blancas. Sin embargo, trabajos más recientes han mostrado que muchas enanas blancas toman color azul con los años apoyando la idea de que el HDF pudiera contener más enanas blancas de las supuestas inicialmente.

## Resultados científicos

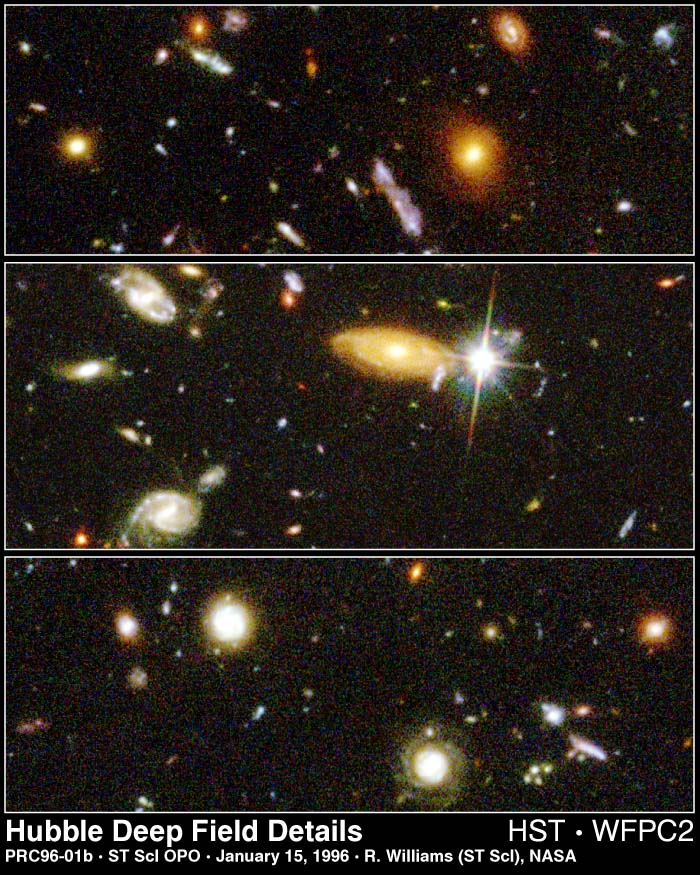
Detalles del HDF muestran la amplia variedad de formas, tamaños y colores de las galaxias del universo distante.

La información obtenida con el estudio del HDF ofrece material extremadamente rico para ser analizado por los cosmólogos y hasta 2005, se han escrito cerca de 400 artículos científicos sobre el HDF en la literatura sobre astronomía. Uno de los descubrimientos más fundamentales es el alto número de galaxias con valores corridos al rojo.
A medida que el universo se expande, más objetos se alejan de la Tierra a grandes velocidades, en lo que se ha denominado el flujo de Hubble. La luz proveniente de las galaxias más distantes está afectada significativamente por el corrimiento Doppler, que hace que la radiación que se reciba de ellas se vuelva roja. Si bien se conocían cuásares con corrimiento al rojo, antes del estudio del HDF se conocían muy pocas galaxias con corrimiento al rojo. En las imágenes del HDF, se observa unos 10 000 galaxias, de las cuales las más cercanas se encuentran a mil millones de años luz mientras que un centenar de galaxias corridas al rojo están a distancias de 13 000 millones de años luz.
Entre las galaxias observadas en el HDF una considerable proporción son irregulares o perturbadas. Esta proporción es mayor a la del universo local; esto se explica debido a que las colisiones y mezclas de galaxias eran más comunes en el universo cuando era más joven que en la actualidad. Se piensa que las galaxias elípticas se forman cuando colisionan galaxias en espiral e irregulares.
La salud de las galaxias durante los diferentes estadios de su evolución permitió también que los astrónomos estimaran la variación en la tasa de formación de estrellas con respecto al tiempo de existencia del universo. Si bien las estimaciones de las galaxias corridas al rojo del HDF no son precisas, los astrónomos creen que la formación de estrellas ocurría a una tasa máxima de 8 hace 12 000 millones de años, y ha decrecido por un factor de cerca de 10 desde entonces.
Otro resultado importante del estudio del HDF fue el pequeño número de estrellas «cercanas» (foreground stars). Durante años, los astrónomos se han preguntado acerca de la naturaleza de la llamada materia oscura, masa que parece indetectable, pero que según las observaciones son cerca del 90 % de la masa del universo. Una teoría postula que la materia oscura podría estar compuesta de objetos astrofísicos masivamente compactos (massive astrophysical compact halo objects) o MACHO —objetos masivos, pero imperceptibles como las enanas rojas y planetas en las regiones más externas de las galaxias—. El HDF mostró, sin embargo, que no hay un número importante de enanas rojas en las partes externas de nuestra galaxia.

## Observaciones posteriores
El Hubble Deep Field (HDF) se ha convertido en una imagen representativa en el estudio del universo y todavía se puede aprender mucho de él. Desde 1995, el campo ha sido observado tanto por muchos telescopios terrestres como por algunos otros telescopios del espacio, en las longitudes de onda de los rayos X.
Los objetos de mayor radiación infrarroja se descubrieron con el HDF utilizando varios telescopios terrestres, en particular el telescopio James Clerk Maxwell. La alta radiación infrarroja de estos objetos implica que no pueden ser vistos en luz visible, y generalmente son detectados en las longitudes de onda del infrarrojo o submilimétricas del HDF.
Las importantes observaciones del espacio lo constatan, tanto el observatorio Chandra de rayos X como el Observatorio Espacial Infrarrojo (ISO). Las observaciones de rayos X mostraron seis fuentes en el HDF, que se corresponden con tres galaxias elípticas: una galaxia espiral, un núcleo galáctico activo y un objeto extremadamente rojo, se cree que puede ser una galaxia distante que contiene una gran cantidad de polvo que absorbe sus emisiones ligeras azules.
Las observaciones del ISO indicaron que la emisión infrarroja en las imágenes ópticas era visible desde 13 galaxias, lo que se atribuye a las grandes cantidades de polvo asociadas a la intensa formación estelar. Las imágenes de radio terrestres tomadas usando el VLA revelaron siete fuentes de radio en el HDF, que corresponden a las galaxias visibles en las imágenes ópticas.
En 1998, y usando una estrategia de observación similar, se observó la creación de un HDF en el hemisferio celestial meridional: el HDF-Sur. El HDF-S era muy similar al HDF original. Esto apoya el principio cosmológico que dice que el universo, en su escala mayor, es homogéneo.